# Termiz
Termiz (Oezbeeks: Termiz/Термиз; Russisch Термез Termez; Tadzjieks: Тирмиз; Perzisch: مذ Termez Termez, Tirmiz; Arabisch ترمذ Tirmidh) is een stad in het uiterste zuiden van Oezbekistan en is de hoofdplaats van de viloyat Surxondaryo. Termiz telt 140.404 inwoners (2005). De stad ontleent zijn naam aan het Griekse woord Thermo(s), dat warm of warme plaats betekent. Termiz is niet voor niets de plaats waar de hoogste temperaturen van Oezbekistan worden gemeten.
Nabij Termiz ligt de Vriendschapsbrug, een brug over de grensrivier Amu Darja, dit is tevens de enige grensovergang van Oezbekistan naar Afghanistan.